# Melanoplus neomexicanus
Melanoplus neomexicanus är en insektsart som beskrevs av Scudder, S.H. 1902. Melanoplus neomexicanus ingår i släktet Melanoplus och familjen gräshoppor. Inga underarter finns listade i Catalogue of Life.